# Marcelo Ribeiro (futebolista)
Marcelo Ribeiro (Rio de Janeiro, 27 de abril de 1968) é um ex-futebolista brasileiro que atuava como meia. Atuou por diversos clubes, a saber: Flamengo, Fluminense, Mesquita-RJ, América-RJ, Bonsucesso-RJ, Madureira-RJ, Goytacaz-RJ, Itumbiara-GO, São José-SP, Atlético-GO, Americano-RJ, Cascavel-PR, Alianza Lima-Peru, Araçatuba-SP, Olaria-RJ, CFZ-RJ, Serra-ES, Treze-PB, São Cristóvão-RJ, Sampaio Correia-MA e Bragantino-SP.
Na década de 2010, já depois de pendurar as chuteiras, Marcelo passou a disputar partidas de showbol, vestindo a camisa do Fluminense.
Em 2012, ele disputou as eleições municipais, onde se candidatou a uma vaga na Câmara Municipal do Rio de Janeiro, mas não se elegeu.

## Conquistas
Fluminense
- Campeão da Taça Guanabara: 1991
- Vice-Campeão Carioca: Campeonato Carioca de Futebol de 1991|1991]]

Flamengo
- Campeão da Copa dos Campeões Mundiais: 1997
- Campeão do Torneio Quadrangular de Brasília:  1997
- Vice-Campeão da Copa do Brasil: 1997
- Vice-Campeão da Torneio Rio-São Paulo: 1997

Sampaio Correia
- Campeão Maranhense: 2002

### Prêmios individuais
- Troféu de gol mais bonito do Torneio Rio-São Paulo de 1997 - O gol foi marcado na final, contra o Santos.